# ハライチ岩井 ダイナミックなターン!
『ボートレース戸田 presents ハライチ岩井 ダイナミックなターン!』（ボートレースとだプレゼンツ ハライチいわい ダイナミックなターン!）は、2019年10月6日から2023年3月26日までTBSラジオで放送された、競艇（ボートレース）情報を中心としたラジオ番組である。レギュラー放送開始前に2018年3月の1ヶ月間限定で『BOAT RACE presents - 』として放送されていた。

## 概要
ボートレース好きとして知られるお笑いコンビ・ハライチの岩井勇気がボートレースの魅力を伝える番組。
ボートレーサーや関係者、ボートレース好きのタレントをゲストに招き、ボートレースの魅力とともにボートレース戸田のある戸田市を中心とする埼玉県の情報も発信する。

## 沿革
2018年3月2日から27日まで1ヶ月間限定で、『THE FROGMAN SHOW A.I.共存ラジオ好奇心家族』の内包番組として『BOAT RACE presents ハライチ岩井ダイナミックなターン!』のタイトルで放送。主に金曜日（最終回のみ火曜日）に放送されたことから、『ラジオ好奇心家族』金曜パーソナリティの日比麻音子（TBSテレビアナウンサー）が、「ボートレース初心者」の立場から岩井のパートナーとして出演した。
2019年10月6日から『山形純菜 プレシャスサンデー』の内包番組として、毎週日曜日の9:35 - 9:50に『ボートレース戸田 presents ハライチ岩井 ダイナミックなターン!』がレギュラー放送を開始。これを機に、日比の後輩アナウンサー・宇賀神メグが、岩井のパートナーを務めている。
2020年4月5日からは『プレシャスサンデー』の放送時間短縮のため、同時間帯ながら単独番組となった。
2020年7月5日からは『プレシャスサンデー』の放送時間短縮等に伴う番組改編により、放送枠が5分繰り上げられ9:30 - 9:45に変更された。
2020年6月下旬には、ボートレース戸田にてG3レース「TBSラジオ杯」が行われた。
2021年4月4日からは同時間帯に全国ネットで放送される『地方創生プログラム ONE-J』の開始および『新米記者・松本穂香です。』の放送枠移動に伴い、毎週日曜12:30 - 12:45に放送されている。尚、『新米記者・松本穂香です。』の日曜12時台で放送としての最終回にあたる2021年3月21日と28日の回には岩井がゲストとして出演した。
2023年1月1日は『ニューイヤー駅伝中継』を8:30 - 14:30に放送したため、この日に限り放送時間を16:05 - 16:20に変更した。また同年1月22日も『天皇盃 第28回全国男子駅伝実況中継』（RCCラジオ制作）を12:15 - 15:15に放送したため、放送時間を15:45 - 16:00に変更した。

## 出演
特記のない人物は、出演時点でTBSアナウンサー。
- 岩井勇気（ハライチ）
- 宇賀神メグ
- 他、ゲスト

### 過去の出演者
- 日比麻音子
- 黒須田守（『BOATBoy』編集長）